# Henri Pescarolo
Pour les articles homonymes, voir Pescarolo.
Henri Pescarolo, né le 25 septembre 1942 à Paris 10e, est un pilote automobile français, devenu patron d'écurie et chef d'entreprise en montant sa propre écurie, Pescarolo Sport, début 2000. Pilote complet, il est surtout connu pour son record de participation aux 24 Heures du Mans (33 fois), et ses quatre succès sur le célèbre circuit de la Sarthe.

## Biographie

### Années 1960

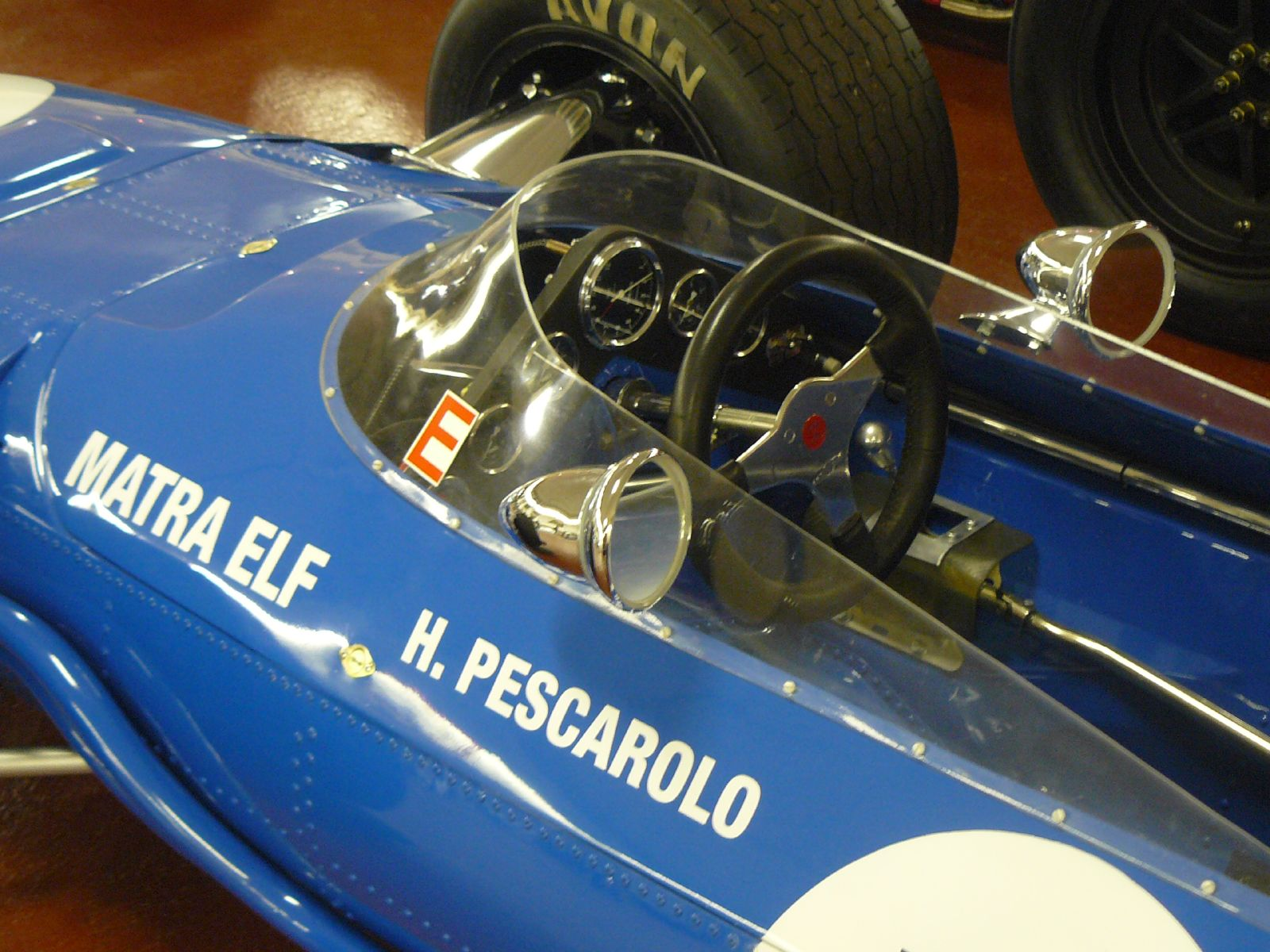
La monoplace Matra MS11 de 1968 de Pescarolo.

Henri Pescarolo a son premier contact avec le sport automobile en 1962 lorsque son père, médecin, s'inscrit dans un rallye amateur réservé aux médecins. Connaissant le goût pour la vitesse de son fils Henri, alors étudiant en médecine, il lui propose de partager le volant de sa Dauphine 1093 au rallye de La Baule. Si les espoirs des Pescarolo de bien figurer au classement sont rapidement anéantis par une sortie de route, l'expérience ne fait que renforcer l'intérêt d'Henri pour l'automobile tandis qu'il peine à se passionner pour ses études. En 1964, il s'inscrit à l'école de pilotage de l'AGACI (Association Générale Automobile des Coureurs Indépendants) à Montlhéry, dont il se montre l'élève le plus brillant. Il est choisi pour représenter la région Île-de-France dans la Coupe des Provinces, épreuve nouvellement créée et parrainée par Ford France et le magazine Sport Auto fondé par les anciens pilotes Jean Lucas et Gérard Crombac. L'objectif de cette compétition est de découvrir de nouveaux talents en les faisant s'affronter au volant de Lotus Seven. Si la Coupe revient finalement à l'équipe du Rhône (pilote Robert Mieusset dit Jimmy), Pescarolo s'affirme, avec trois victoires, comme le pilote le plus doué de la promotion, dans laquelle on trouve également José Dolhem et Patrick Depailler.
En 1965, Henri Pescarolo, après avoir raté ses examens de deuxième année de médecine, tire un trait définitif sur ses études et est recruté par Matra, en quête de reconnaissance internationale et qui pense que la compétition automobile est un bon moyen de montrer son savoir-faire technologique. Matra constitue une filière de pilotes pour grimper les échelons du sport automobile. Pescarolo fait ses débuts en Formule 3 le 3 octobre 1965 aux Coupes du salon à Monthléry aux côtés de Jean-Pierre Jaussaud et Jean-Pierre Beltoise. L'année suivante, la montée en Formule 2 de Beltoise permet à Pescarolo d'être titularisé en Formule 3 et il participe à ses premières 24 Heures du Mans sur Matra. Battu au championnat par son nouvel équipier Johnny Servoz-Gavin, il se rattrape en décrochant le titre en 1967, en établissant le record de 11 succès au cours de la saison. En fin d'année, devenu l'un des pilotes les plus en vue du sport automobile français, il débute en championnat d'Europe de Formule 2.
En 1968, la carrière de Pescarolo prend une dimension internationale. Vice-champion de France et vice-champion d'Europe de Formule 2 derrière son coéquipier Jean-Pierre Beltoise, il fait également ses débuts en Formule 1 au mois de septembre à l'occasion du Grand Prix du Canada (Pescarolo avait participé l'année précédente au Grand Prix d'Espagne à Jarama, mais au volant d'une Formule 2, terminant septième de cette course F1/F2 hors championnat). Puis, la semaine suivant ses débuts en F1, il conquiert le cœur du public français à l'occasion des 24 Heures du Mans, organisées exceptionnellement à l'automne en raison des événements de Mai 68. Pour sa troisième participation à l'épreuve mancelle, Pescarolo nourrit de grandes ambitions au volant de sa Matra MS630 jusqu'à ce que, vers 2 heures du matin, sous la pluie, l'essuie-glace tombe en panne. Jugeant impossible de poursuivre la course, son coéquipier Johnny Servoz-Gavin rentre au stand pour abandonner. Lagardère, patron de Matra, réveille Henri Pescarolo pour lui annoncer l'abandon, le moteur de l'essuie-glace étant inaccessible. Pescarolo décide alors de prendre le volant mais l'équipe l'arrête au tour suivant pour lui demander si tout va bien. « Vous m'arrêtez pour ça ? Vous faites chier ! » répond Pescarolo en repartant en trombe. Malgré le manque de visibilité, il se hisse en deuxième position au petit matin, devant une foule totalement acquise à sa cause après son exploit nocturne. Mais, à seulement deux heures de l'arrivée, à la suite d'un passage sur un débris (conséquence possible du grave accident de Mauro Bianchi), un pneu éclate à haute vitesse, endommage gravement la voiture et les contraint à l'abandon. 
L'ascension de Pescarolo est stoppée en 1969. Leader du championnat de Formule 2, il subit un grave accident, le 16 avril, lors d'essais privés préparatoires aux 24 Heures du Mans. Victime d'un défaut aérodynamique (les suspensions arrière se compriment excessivement et l'avant se déleste), la Matra MS640 s'envole dans la longue ligne droite des Hunaudières et retombe dans la forêt qui borde la piste. Brûlé et sévèrement touché à la colonne vertébrale (fracture des 6e et 7e vertèbres dorsales), Pescarolo tente de retrouver au plus tôt sa condition physique mais se contentera de commenter l'édition des 24 Heures du Mans sur Europe 1 en direct de sa chambre de la clinique de Passy. Il ne reprend finalement la compétition qu'à l'été.

### Années 1970

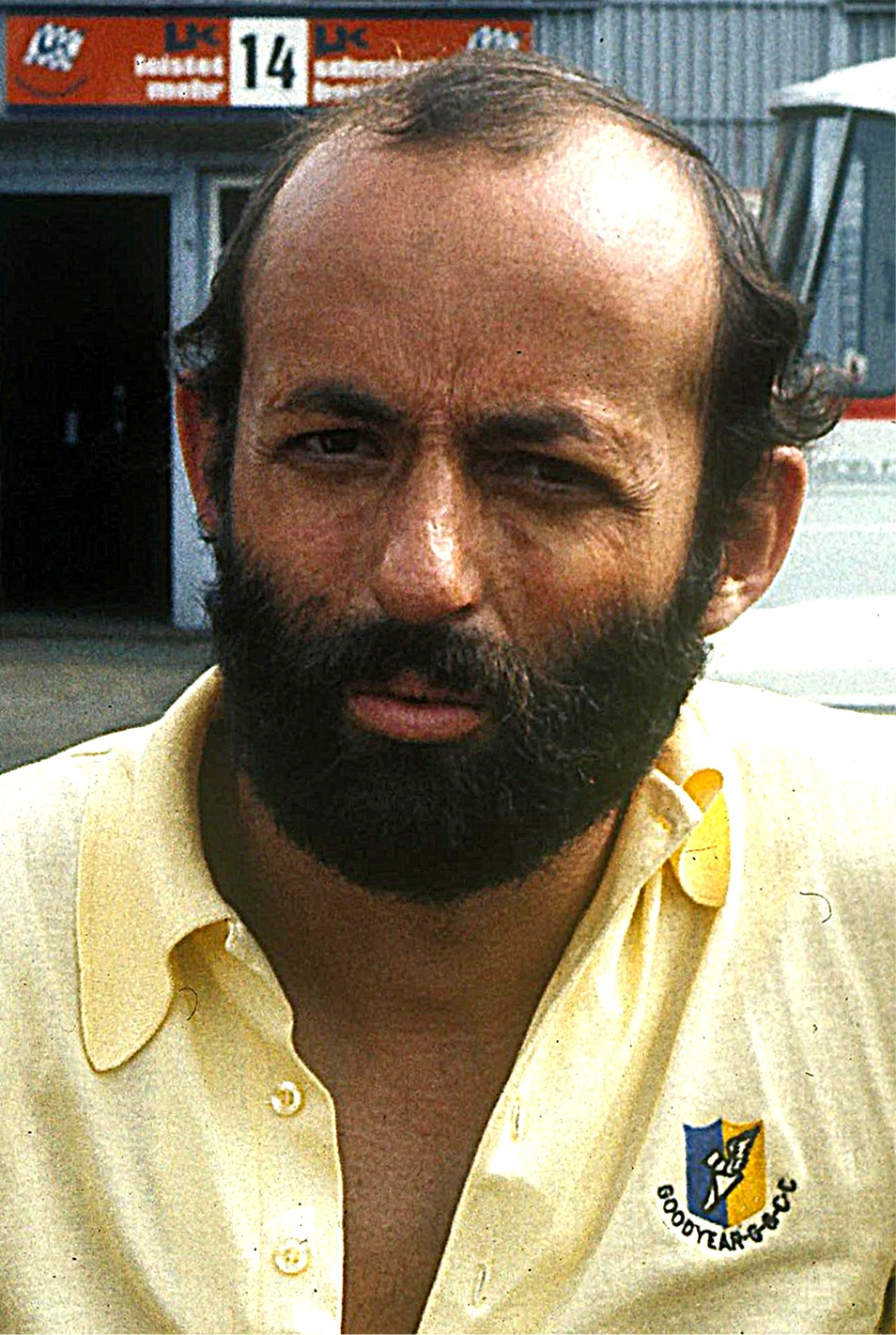
Henri Pescarolo en 1973.

En 1970, remis de ses blessures, il est titularisé en Formule 1 chez Matra, aux côtés de Jean-Pierre Beltoise. Malgré une troisième place au Grand Prix de Monaco, une deuxième place au Tour de France automobile et un titre de champion de France Formule 1/Formule 2 (lors des épreuves internationales de F2 et F1, la Fédération française effectuait un classement interne afin de déterminer le meilleur Français, lui décernant ainsi le titre de champion de France), sa saison est globalement décevante, à tel point qu'à la fin de l'année, Matra le remplace par le Néo-Zélandais Chris Amon. 
En 1971, Pescarolo fait face à un double programme : en F1, il est recruté par l'écurie de Frank Williams qui engage des March 711 à titre privé, tandis qu'en endurance il trouve refuge chez Alfa Romeo sur la 33-3. Si sa saison de Formule 1 se transforme rapidement en galère (la March souffre d'une fragilité excessive du châssis et des suspensions et les moyens financiers de Frank Williams sont modestes), le pilote n'est pas en cause puisqu'il signe une quatrième place au Grand Prix de Grande-Bretagne et le record du tour au Grand Prix d'Italie. Il a par contre la satisfaction de réaliser plusieurs belles performances en endurance (victoire aux 1 000 km de Brands Hatch en équipage avec Andrea de Adamich et trois podiums).
En 1972, il repart en F1 toujours sur la March 711 engagée par Williams, où il continue d'enchaîner les mauvais résultats, mais aussi en F2 chez Rondel, nouvelle écurie fondée par Ron Dennis (victoire à Enna). Par contre, il ne décroche pas de volant en Endurance après la non-reconduction de son contrat par Alfa Romeo. Matra le rappelle pour Le Mans et l'associe au vétéran britannique Graham Hill. À l'issue d'un long duel avec l'équipage Cevert-Ganley (aussi sur Matra), Pescarolo et Hill remportent pour la première fois l'épreuve mancelle.
En 1973, sans volant régulier en F1 (seulement trois participations au championnat du monde, une sur March et deux sur Iso), Pescarolo fait son retour en tant que titulaire dans l'écurie Matra d'Endurance, où son succès de l'année précédente au Mans a évidemment fait remonter sa cote. Il dispute également le championnat d'Europe de F2 au volant d'une Brabham engagée par Rondel. La saison commence plutôt bien (victoire aux 6 Heures de Vallelunga, aux 1 000 km de Dijon et en F2 à Thruxton) quand March lui demande de remplacer ponctuellement Jean-Pierre Jarier au Grand Prix d'Espagne de F1 (Pesca n'obtient qu'une modeste huitième place). Les 24 Heures du Mans offrent une alléchante affiche avec quatre Matra et trois Ferrari engagées. À l'issue d'une fantastique bagarre contre l'équipage Jacky Ickx-Brian Redman, le tandem Pescarolo-Larrousse remporte la course. Ils récidivent lors des 1 000 km de Zeltweg et des 6 Heures de Watkins Glen et Matra décroche alors le titre de champion du monde des constructeurs devant Ferrari. L'année 1973 vaut à Henri Pescarolo le Prix Roland Peugeot de l'Académie des sports du plus bel exploit automobile français de l'année.
En 1974, Pescarolo rejoint l'écurie BRM en F1, mais celle-ci n'est plus que l'ombre de la fabuleuse équipe des années 1960. Il n'obtient comme meilleur résultat qu'une neuvième place au Grand Prix d'Argentine. Par contre, au côté de Larrousse, il continue chez Matra à enfiler les victoires comme des perles en Endurance (1 000 km d'Imola, 1 000 km d'Autriche, 6 Heures de Kyalami et en point d'orgue de la saison, les 24 Heures du Mans, dont il devient le premier français triple vainqueur, de surcroît consécutivement). Matra remporte le championnat du monde des constructeurs et décide de ne poursuivre désormais la compétition qu'en tant que simple motoriste de F1.
En 1975, Pescarolo signe chez Willi Kauhsen qui engage des Alfa Romeo 33 TT 12. Il gagne à trois reprises (Spa, Zeltweg et Watkins Glen) et permet à Alfa de remporter le championnat du monde des constructeurs devant Porsche. Comme Alfa ne dispute pas les 24 Heures du Mans, il court sur une Ligier JS2 (coéquipier de François Migault) mais doit abandonner à la 14e heure. Il remporte aussi son premier titre de champion de France des circuits.
1976 est le début d'une traversée du désert pour Pesca. Il tente un ultime retour en F1 au volant d'une Surtees mais une nouvelle fois la voiture n'est pas performante et les moyens manquent. Pesca abandonnera la F1 définitivement à la fin de la saison après 56 Grand Prix et un palmarès peu étoffé en regard de son talent. Il manque également de flair en refusant une proposition de Porsche pour conduire une 936 au Mans pour signer chez Inaltera -Jean Rondeau : Ickx remporte Le Mans au volant de la 936, Pescarolo ne finissant que huitième au général (néanmoins vainqueur au classement GTP).
1977 et 1978 ne sont pas des saisons mémorables pour le sprinteur devenu marathonien. Il pilote pour Porsche mais abandonne à deux reprises au Mans, toutefois, il remporte trois courses pour le Kremer Racing aux côtés de Bob Wollek et remporte son deuxième titre de champion de France des circuits en 1978.
À partir de 1979, il retourne chez Rondeau qui aligne désormais des voitures sous son propre nom et ambitionne de remporter les 24 Heures du Mans, Jean Rondeau gagnera en 1980, mais sans Pescarolo.

### Années 1980 et 1990
Pescarolo met sa carrière de pilote automobile entre parenthèses et se consacre à ses autres passions. Il établit un record en ULM entre Paris et Londres, bat les records de vitesse New York-Paris et Los Angeles-New York en avion monomoteur et gagne la course Paris-Libreville en monomoteur en 1984. 
En 1984, il retourne, avec succès, à ses premières amours. Il remporte pour la quatrième fois les 24 Heures du Mans (associé à Klaus Ludwig) au volant d'une Porsche 956 privée préparée par le Joest Racing. La même année, il est sacré champion de France des circuits et remporte la Porsche Cup qui récompense le meilleur privé engagé en championnat du monde d'endurance.
En 1985, Pescarolo signe chez Lancia mais les performances de la LC2 sont inférieures à celles des Porsche : il ne termine que septième au Mans. En 1986, il passe chez Kouros Racing Team-Sauber qui aligne des C9 motorisées par Mercedes. Il abandonne au Mans en 1986 et 1987 mais remporte sa dix-septième victoire en championnat du monde d'endurance au Nürburgring 1986 avec Mike Thackwell. Jaguar lui propose de piloter une XJR9LM pour Le Mans 1988, avec Raul Boesel et John Watson. Ils abandonnent durant la nuit sur rupture de transmission, laissant la victoire à un autre équipage Jaguar. 1988 est aussi l'année où Pescarolo termine pour la première fois le rallye Paris-Dakar, en dix-huitième position, sur une Peugeot 405 Turbo 16 officielle. 
Il termine sixième au Mans en 1989 sur Porsche 962C, et s'impose en 1991 lors des 24 Heures de Daytona. Il réitère sa sixième place au Mans en 1992 sur Cougar. En 1994, la Cougar s'appelle Courage et l'équipage Pescarolo-Lagorce-Ferté décroche la pole position des 24 Heures du Mans. Ils sont en tête à mi-course avant d'abandonner sur casse moteur.
En 1994 également, le pétrolier Elf lui confie le soin de diriger une structure de formation de jeunes pilotes, la Filière. Grâce à lui, Sébastien Bourdais et Franck Montagny, entre autres, vont apprendre leur métier. De 1995 à 1999, il participe sur Courage-Elf-La Filière à l'épreuve mancelle (septième place en 1996 avec Collard et Lagorce et en 1997 avec Clérico et Belloc). Il raccroche son casque en Endurance après les 24 Heures du Mans 1999 où il termine neuvième sur Courage C50. Il détient le record absolu de départs au Mans avec 33 participations.

### Années 2000

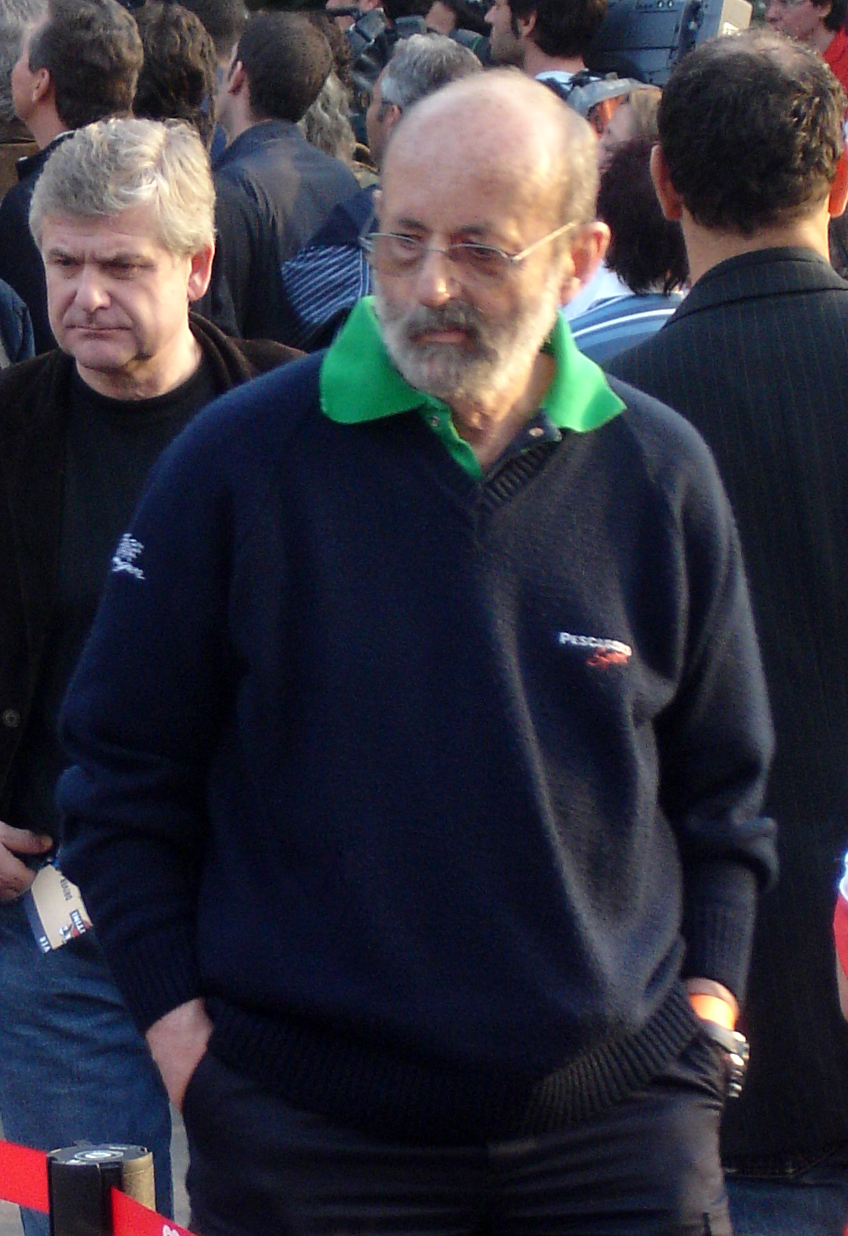
Henri Pescarolo sur l'ex-circuit de Montjuïc (Barcelone) en 2007 avec en arrière-plan Jacques Nicolet (devenu partenaire en 2007 de son écurie).

Lorsque Elf lâche La Filière, reprise en mains par la FFSA, Pescarolo décide de poursuivre en fondant en 2000 sa propre écurie d'endurance, Pescarolo Sport. La Courage C52 engagée au Mans en 2000 termine quatrième (Bourdais-Grouillard-Clérico) derrière les trois Audi officielles. De 2001 à 2003, il engage des Courage C60-Peugeot au Mans et pour quelques épreuves en FIA Sportscar (victoires à Estoril, Magny-Cours, Barcelone et Spa) mais les résultats au Mans sont moins bons (huitième et neuvième en 2003). En 2004, Pescarolo saute le pas en développant sa propre voiture à partir d'un châssis Courage C60 et avec un moteur Judd. Au Mans, la « Pesca » termine à nouveau quatrième derrière les intouchables Audi. L'écurie décroche également le quatrième rang du championnat Le Mans Series. Aux 24 Heures 2005, les Pescarolo-Judd ont échoué de peu pour la victoire face aux Audi, mais remportent le championnat.
En 2006, l'ennemi numéro 1 reste Audi qui tente un pari en engageant des motorisations diesel. Elles remportent Le Mans, la Pescarolo-Judd terminant à la deuxième place. L'écurie se consolera de cette frustration en remportant à nouveau le championnat  Le Mans Series grâce à un grand chelem historique (cinq victoires à Istanbul, Spa, Nurburgring, Donington et Jarama).
Fin 2006, Pescarolo Sport décide de ne plus extrapoler les châssis destinés à la saison 2007 sur une base Courage mais de les concevoir en interne. Le fait que ces châssis (P01) pourraient être rentabilisés par une mise à disposition d'écuries privées a incité les teams Lister Racing et Rollcentre Racing à prendre contact avec Pescarolo Sport.
Le 15 juin 2010, Pescarolo Sport, alors propriété à 100 % de l'industriel Jean Py, est placé en redressement judiciaire. Un mois plus tard, le 12 juillet, le tribunal de commerce du Mans prononce sa liquidation judiciaire et la vente aux enchères se déroule le 15 octobre. Jacques Nicolet, propriétaire d'OAK Racing, associé à Joël Rivière, rachète l'ensemble des biens de l'équipe pour 400 000 €. L'élan de générosité aboutit à la création de l'Association "Pescarolo 2011" puis Henri Pescarolo revient en course avec son équipe sous l'appellation Pescarolo Team.
En 2013, Henri Pescarolo est nommé ambassadeur des 24 Heures  par Pierre Fillon, le président de l'ACO organisateur des 24 heures du Mans.

## Carrière

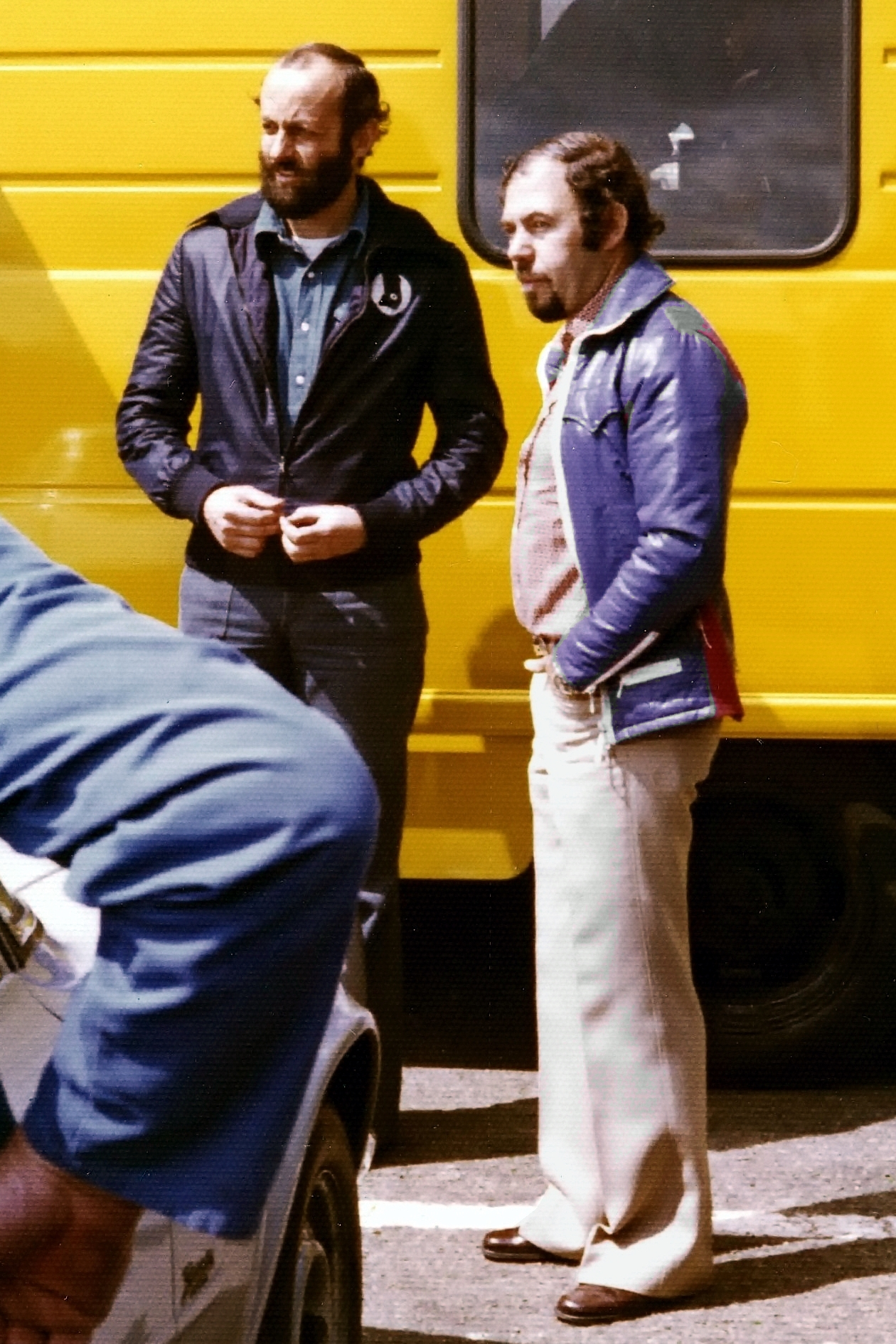
Pescarolo à droite de Willi Kauhsen, en 1975 à Spa-Francorchamps
(victoire de la paire Bell / Pescarolo aux 1000 kilomètres).

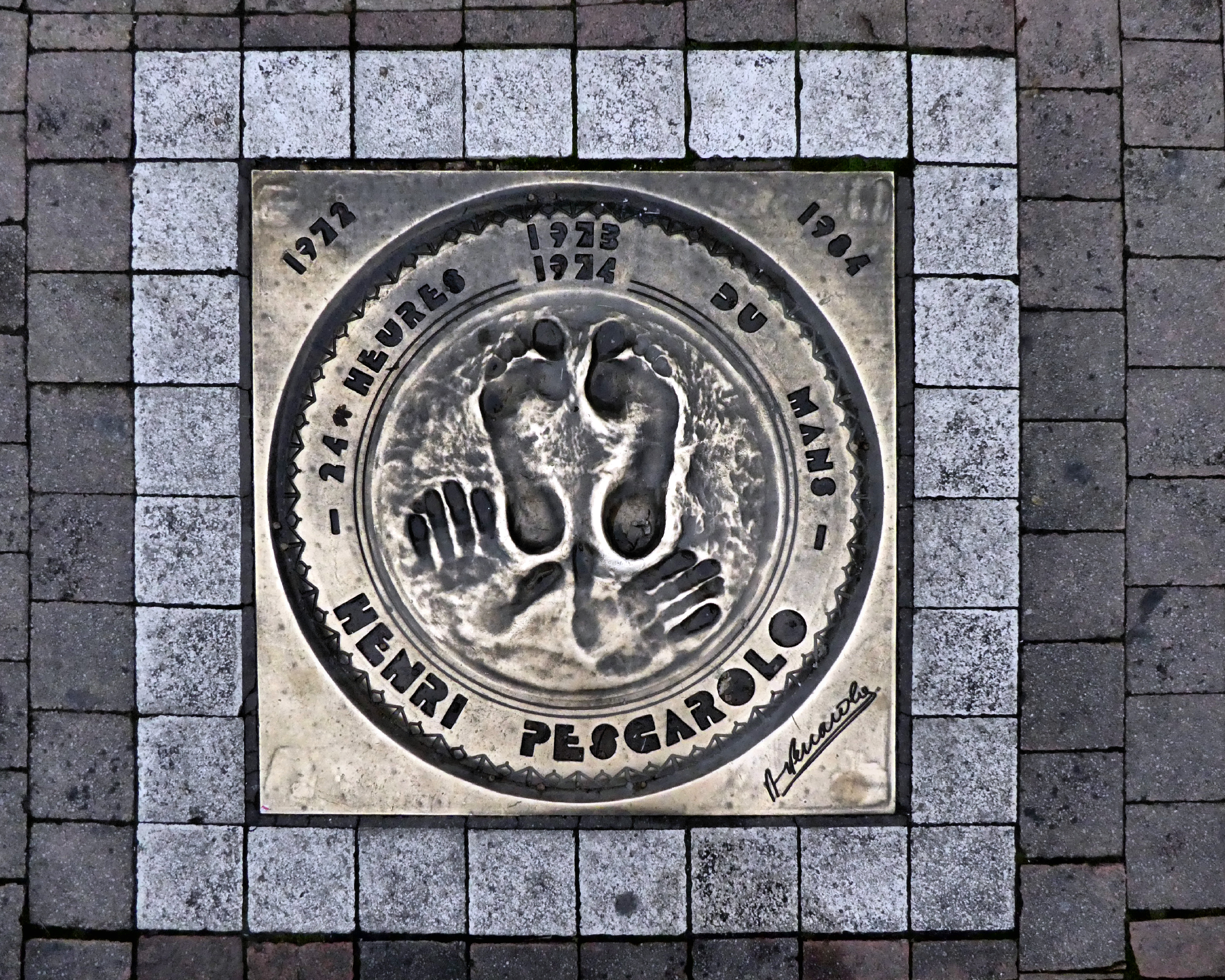
Ville du Mans. Empreintes des vainqueurs des 24 heures du Mans. Plaque d'Henri Pescarolo

- 1962 : Première compétition automobile, le rallye Esculape, en équipage avec son père ;
- 1964 : Participation à la Coupe Ford sur Lotus Seven ;
- 1965 : Formule 3 chez Matra ;
- 1966 : Formule 3 chez Matra (3e du championnat de France, 2 victoires). Première participation aux 24 Heures du Mans ;
- 1967 : Formule 3 chez Matra (champion de France avec 11 victoires) ; Débuts en Formule 2 (3 courses).
- 1968 : Formule 2 chez Matra (vice-champion de France et d'Europe). Débuts en Formule 1 chez Matra ;
- 1969 : Formule 2 chez Matra. Grave accident lors d'essais privés au Mans ;
- 1970 : Formule 1 et Formule 2 chez Matra (champion de France). 3e du Grand Prix de Monaco ;
- 1971 : Formule 1 chez Williams ; Première victoire en championnat du monde des voitures de sport (1 000 km de Brands-Hatch sur Alfa Romeo).
- 1972 : Vainqueur des 24 Heures du Mans sur Matra Simca MS670 avec Graham Hill ;
- 1973 : Vainqueur des 24 Heures du Mans sur Matra Simca MS670B avec Gérard Larrousse ; 4 victoires en championnat du monde des voitures de sport (Vallelunga, Dijon, Zeltweg, Watkins-Glen).
- 1974 : Vainqueur des 24 Heures du Mans sur Matra Simca MS670B avec Gérard Larrousse ; 3 victoires en championnat du monde des voitures de sport (Imola, Zeltweg, Kyalami). 3e du Rallye Côte d'Ivoire Bandama (Peugeot 504)
- 1975 : 3 victoires en championnat du monde des voitures de sport (Spa, Zeltweg, Watkins-Glen) sur Alfa Romeo.
- 1984 : Vainqueur des 24 Heures du Mans sur Porsche 956 avec Klaus Ludwig
- 1984 : Vainqueur de la Porsche Cup ;
- 1991 : Vainqueur des 24 Heures de Daytona sur Porsche 962C avec Hurley Haywood, John Winter, Frank Jelinski et Bob Wollek ;
- 2000 : Création de sa propre écurie : Pescarolo Sport. Il engage des voitures de Sport-prototypes, dans des courses d’endurance, en LMS et ALMS.

Deux fois vice-champion en Championnat FIA Sportscar en 2002 et 2003. Champion Le Mans Series en 2005 et 2006. 
Champion de France des circuits en 1975 et 1978.
Avec vingt-deux victoires, Henri Pescarolo se place au troisième rang du nombre de victoires au championnat du monde Sport-prototypes.

## Principales autres victoires
- 1 000 km de Paris (avec J-P Beltoise sur Matra 650/01 en 1969[15], et avec Jean-Claude Basso sur Venturi 600 LM en 1994)
- 1 000 km de Buenos Aires (avec Jean-Pierre Beltoise en 1970)
- 1 000 km de Brands Hatch - BOAC (avec Andrea de Adamich en 1971)
- 6 Heures de Vallelunga (avec Gérard Larrousse en 1973, équipe Matra-Simca, et avec Bob Wollek en 1978)
- 1 000 km de Dijon (avec Gérard Larrousse en 1973, équipe Matra-Simca, et avec Jürgen Barth en 1980)
- 1 000 km de Zeltweg (avec Gérard Larrousse en 1973, équipe Matra-Simca, et en 1974, équipe Gitanes, et avec Derek Bell en 1975)
- 6 Heures de Watkins Glen (avec Gérard Larrousse en 1973, équipe Matra-Simca, et avec Derek Bell en 1975)
- 1 000 km d'Imola (avec Gérard Larrousse en 1974, équipe Gitanes)
- 6 Heures de Kyalami (avec Gérard Larrousse en 1974, équipe Gitanes)
- 1 000 km de Spa (avec Derek Bell en 1975)
- 24 Heures de Chamonix (avec Jean-Pierre Nicolas en 1977, sur glace à bord d'une Peugeot 104 ZS)
- 6 heures de Dijon (avec Bob Wollek en 1978)
- 6 heures de Misano (avec Bob Wollek en 1978)
- 1 000 km de Monza (avec Giorgio Francia en 1982, sur Rondeau M382)
- 1 000 km du Nürburgring (avec Mike Thackwell en 1986, équipe Sauber C8-Mercedes)
- 24 Heures de Daytona (avec Bob Wollek en 1991)
- Tour Auto 1997

## Records
- Henri Pescarolo est détenteur avec Patrick Fourticq, du record de la traversée de l'Atlantique New York-Paris en avion monomoteur, en 14 heures et 1 minute à bord d'un Piper Malibu[16].
- Pescarolo, Fourticq, Hubert Auriol et Powell battent le 20 juin 1987, aux commandes d'un Lockheed 18 Lodestar, Spirit of J & B, le record du tour du monde établi par Howard Hughes sur un Lockheed 14 en 1938, en 88 heures et 91 minutes[17].

## Résultats en championnat du monde de Formule 1
| Saison | Écurie                                           | Châssis                   | Moteur                    | Pneus              | GP disputés | Points inscrits | Classement |
| ------ | ------------------------------------------------ | ------------------------- | ------------------------- | ------------------ | ----------- | --------------- | ---------- |
| 1968   | Matra Sports                                     | Matra MS11                | Matra V12 MS9             | Dunlop             | 2           | 0               | n.c.       |
| 1970   | Équipe Matra Elf                                 | Matra MS120               | Matra V12 MS12            | Goodyear           | 13          | 8               | 12e        |
| 1971   | Frank Williams Racing Cars                       | March 701 March 711       | Ford-Cosworth DFV V8      | Firestone          | 10          | 4               | 16e        |
| 1972   | Team Williams Motul                              | March 721 Politoys FX3    | Ford-Cosworth DFV V8      | Goodyear           | 9           | 0               | n.c.       |
| 1973   | STP March Racing Team Frank Williams Racing Cars | March 731 Iso-Marlboro IR | Ford-Cosworth DFV V8      | Goodyear Firestone | 3           | 0               | n.c.       |
| 1974   | Team Motul BRM                                   | BRM P160E BRM P201        | BRM P142 V12 BRM P200 V12 | Goodyear           | 12          | 0               | n.c.       |
| 1976   | Durex Surtees Racing Organisation                | Surtees TS19              | Ford-Cosworth DFV V8      | Goodyear           | 7           | 0               | n.c.       |

## Résultats aux 24 Heures du Mans
| Année | Équipe                          | n° | Voiture                             | Cat.      | Équipiers                                  | Départ | Tours     | Résultat                     |
| Année | Équipe                          | n° | Moteur                              | Cat.      | Équipiers                                  | Départ | Heures    | Résultat                     |
| ----- | ------------------------------- | -- | ----------------------------------- | --------- | ------------------------------------------ | ------ | --------- | ---------------------------- |
| 1966  | Matra Sports SARL               | 43 | Matra M620                          | P 2.0     | Jean-Pierre Jaussaud                       | 34e    | 38 tours  | Abandon (Moteur)             |
| 1966  | Matra Sports SARL               | 43 | BRM 1,9 L V8                        | P 2.0     | Jean-Pierre Jaussaud                       | 34e    | 8 heures  | Abandon (Moteur)             |
| 1967  | Équipe Matra Sports             | 30 | Matra MS630                         | P 2.0     | Jean-Pierre Jaussaud                       | 27e    | 55 tours  | Abandon (Retrait volontaire) |
| 1967  | Équipe Matra Sports             | 30 | BRM 2,0 L V8                        | P 2.0     | Jean-Pierre Jaussaud                       | 27e    | 8 heures  | Abandon (Retrait volontaire) |
| 1968  | Équipe Matra Sports             | 24 | Matra MS630                         | P 3.0     | Johnny Servoz-Gavin                        | 5e     | 283 tours | Abandon (Crevaison)          |
| 1968  | Équipe Matra Sports             | 24 | Matra 3,0 L V12                     | P 3.0     | Johnny Servoz-Gavin                        | 5e     | 22 heures | Abandon (Crevaison)          |
| 1970  | Équipe Matra Sports             | 31 | Matra Simca MS660                   | P 3.0     | Jean-Pierre Beltoise                       | 22e    | 79 tours  | Abandon (Moteur)             |
| 1970  | Équipe Matra Sports             | 31 | Matra 3,0 L V12                     | P 3.0     | Jean-Pierre Beltoise                       | 22e    | 7 heures  | Abandon (Moteur)             |
| 1971  | Scuderia Filipinetti            | 7  | Ferrari 512 F                       | S 5.0     | Mike Parkes                                | 8e     | -         | Abandon (Moteur)             |
| 1971  | Scuderia Filipinetti            | 7  | Ferrari 5,0 L V12                   | S 5.0     | Mike Parkes                                | 8e     | 13 heures | Abandon (Moteur)             |
| 1972  | Équipe Matra Simca Shell        | 15 | Matra Simca MS670                   | S 3.0     | Graham Hill                                | 2e     | 344 tours | Vainqueur                    |
| 1972  | Équipe Matra Simca Shell        | 15 | Matra 3,0 L V12                     | S 3.0     | Graham Hill                                | 2e     | 24 heures | Vainqueur                    |
| 1973  | Équipe Matra Simca Shell        | 11 | Matra Simca MS670B                  | S 3.0     | Gérard Larrousse                           | 4e     | 355 tours | Vainqueur                    |
| 1973  | Équipe Matra Simca Shell        | 11 | Matra 3,0 L V12                     | S 3.0     | Gérard Larrousse                           | 4e     | 24 heures | Vainqueur                    |
| 1974  | Équipe Gitanes                  | 7  | Matra Simca MS670C                  | S 3.0     | Gérard Larrousse                           | 1er    | 337 tours | Vainqueur                    |
| 1974  | Équipe Gitanes                  | 7  | Matra 3,0 L V12                     | S 3.0     | Gérard Larrousse                           | 1er    | 24 heures | Vainqueur                    |
| 1975  | Automobiles Ligier Gitanes      | 6  | Ligier JS2                          | S 3.0     | François Migault                           | 5e     | 146 tours | Abandon (Crevaison)          |
| 1975  | Automobiles Ligier Gitanes      | 6  | Ford-Cosworth DFV 3,0 L V8          | S 3.0     | François Migault                           | 5e     | 14 heures | Abandon (Crevaison)          |
| 1976  | Inaltera                        | 1  | Inaltera GT                         | GTP       | Jean-Pierre Beltoise                       | 12e    | 305 tours | 8e Vainqueur cat.            |
| 1976  | Inaltera                        | 1  | Ford-Cosworth DFV 3,0 L V8          | GTP       | Jean-Pierre Beltoise                       | 12e    | 24 heures | 8e Vainqueur cat.            |
| 1977  | Martini Racing Porsche System   | 3  | Porsche 936/77                      | GR.6 +2.0 | Jacky Ickx                                 | 3e     | 45 tours  | Abandon (Bielle)             |
| 1977  | Martini Racing Porsche System   | 3  | Porsche Type-935 2,1 L Turbo Flat-6 | GR.6 +2.0 | Jacky Ickx                                 | 3e     | 3 heures  | Abandon (Bielle)             |
| 1978  | Martini Racing Porsche System   | 5  | Porsche 936/78                      | GR.6 +2.0 | Jacky Ickx Jochen Mass                     | 1er    | 255 tours | Abandon (Sortie de piste)    |
| 1978  | Martini Racing Porsche System   | 5  | Porsche Type-935 2,1 L Turbo Flat-6 | GR.6 +2.0 | Jacky Ickx Jochen Mass                     | 1er    | 19 heures | Abandon (Sortie de piste)    |
| 1979  | Jean Rondeau - ITT Oceanic      | 4  | Rondeau M 379                       | GR.6 +2.0 | Jean-Pierre Beltoise                       | 9e     | 274 tours | 10e                          |
| 1979  | Jean Rondeau - ITT Oceanic      | 4  | Ford-Cosworth DFV 3,0 L V8          | GR.6 +2.0 | Jean-Pierre Beltoise                       | 9e     | 24 heures | 10e                          |
| 1980  | Jean Rondeau                    | 15 | Rondeau M 379 B                     | GR.6 +2.0 | Jean Ragnotti                              | 3e     | 124 tours | Abandon (Moteur)             |
| 1980  | Jean Rondeau                    | 15 | Ford-Cosworth DFV 3,0 L V8          | GR.6 +2.0 | Jean Ragnotti                              | 3e     | 10 heures | Abandon (Moteur)             |
| 1981  | Jean Rondeau Oceanic            | 26 | Rondeau M 379 C                     | S +2.0    | Patrick Tambay                             | 4e     | 41 tours  | Abandon (Pompe à essence)    |
| 1981  | Jean Rondeau Oceanic            | 26 | Ford-Cosworth DFL 3,3 L V8          | S +2.0    | Patrick Tambay                             | 4e     | 7 heures  | Abandon (Pompe à essence)    |
| 1982  | Automobiles Jean Rondeau        | 12 | Rondeau M 382                       | C         | Jean Ragnotti Jean Rondeau Philippe Alliot | 39e    | 146 tours | Abandon (Moteur)             |
| 1982  | Automobiles Jean Rondeau        | 12 | Ford-Cosworth DFL 4,0 L V8          | C         | Jean Ragnotti Jean Rondeau Philippe Alliot | 39e    | 12 heures | Abandon (Moteur)             |
| 1982  | Jean Rondeau - Otis             | 24 | Rondeau M 382                       | C         | Jean-Pierre Jaussaud                       | 22e    | 111 tours | Abandon (Moteur)             |
| 1982  | Jean Rondeau - Otis             | 24 | Ford-Cosworth DFL 4,0 L V8          | C         | Jean-Pierre Jaussaud                       | 22e    | 9 heures  | Abandon (Moteur)             |
| 1983  | Ford Concessionnaires France    | 24 | Rondeau M 482                       | C         | Thierry Boutsen Michel Ferté               | 16e    | 174 tours | Abandon (Moteur)             |
| 1983  | Ford Concessionnaires France    | 24 | Ford-Cosworth DFL 4,0 L V8          | C         | Thierry Boutsen Michel Ferté               | 16e    | 13 heures | Abandon (Moteur)             |
| 1984  | New Man Joest Racing            | 7  | Porsche 956                         | C1        | Klaus Ludwig                               | 4e     | 359 tours | Vainqueur                    |
| 1984  | New Man Joest Racing            | 7  | Porsche Type-935 2,6 L Turbo Flat-6 | C1        | Klaus Ludwig                               | 4e     | 24 heures | Vainqueur                    |
| 1985  | Martini Lancia                  | 5  | Lancia LC 2                         | C1        | Mauro Baldi                                | 6e     | 357 tours | 7e                           |
| 1985  | Martini Lancia                  | 5  | Ferrari 308C 3,0 L Turbo V8         | C1        | Mauro Baldi                                | 6e     | 24 heures | 7e                           |
| 1986  | Kouros Racing Team              | 62 | Sauber C8                           | C1        | Christian Danner Dieter Quester            | 9e     | 86 tours  | Abandon (Boite de vitesses)  |
| 1986  | Kouros Racing Team              | 62 | Mercedes-Benz M117 5,0 L Turbo V8   | C1        | Christian Danner Dieter Quester            | 9e     | 7 heures  | Abandon (Boite de vitesses)  |
| 1987  | Kouros Racing                   | 61 | Sauber C9                           | C1        | Hideki Okada Mike Thackwell                | 9e     | 123 tours | Abandon (Accident)           |
| 1987  | Kouros Racing                   | 61 | Mercedes-Benz M117 5,0 L Turbo V8   | C1        | Hideki Okada Mike Thackwell                | 9e     | 15 heures | Abandon (Accident)           |
| 1988  | Silk Cut Jaguar                 | 3  | Jaguar XJR-9 LM                     | C1        | Raul Boesel John Watson                    | 11e    | 120 tours | Abandon (Transmission)       |
| 1988  | Silk Cut Jaguar                 | 3  | Jaguar 7,0 L V12                    | C1        | Raul Boesel John Watson                    | 11e    | 10 heures | Abandon (Transmission)       |
| 1989  | Joest Racing                    | 8  | Porsche 962 C                       | C1        | Claude Ballot-Léna Jean-Louis Ricci        | 34e    | 371 tours | 6e                           |
| 1989  | Joest Racing                    | 8  | Porsche Type-935 3,0 L Turbo Flat-6 | C1        | Claude Ballot-Léna Jean-Louis Ricci        | 34e    | 24 heures | 6e                           |
| 1990  | Joest Racing                    | 6  | Porsche 962 C                       | C1        | Jacques Laffite Jean-Louis Ricci           | 31e    | 328 tours | 14e                          |
| 1990  | Joest Racing                    | 6  | Porsche Type-935 3,0 L Turbo Flat-6 | C1        | Jacques Laffite Jean-Louis Ricci           | 31e    | 24 heures | 14e                          |
| 1991  | Konrad Motorsport Joest Racing  | 57 | Porsche 962 C                       | C2        | Bernd Schneider Louis Krages "John Winter" | 10e    | 197 tours | Abandon (Boite de vitesses)  |
| 1991  | Konrad Motorsport Joest Racing  | 57 | Porsche Type-935 3,2 L Turbo Flat-6 | C2        | Bernd Schneider Louis Krages "John Winter" | 10e    | 13 heures | Abandon (Boite de vitesses)  |
| 1992  | Courage Compétition             | 54 | Cougar C28S                         | C3        | Jean-Louis Ricci Bob Wollek                | 13e    | 335 tours | 6e Vainqueur cat.            |
| 1992  | Courage Compétition             | 54 | Porsche Type-935 3,0 L Turbo Flat-6 | C3        | Jean-Louis Ricci Bob Wollek                | 13e    | 24 heures | 6e Vainqueur cat.            |
| 1993  | Joest Racing Porsche Racing     | 18 | Porsche 962 C                       | C2        | Ronny Meixner Bob Wollek                   | 8e     | 351 tours | 9e                           |
| 1993  | Joest Racing Porsche Racing     | 18 | Porsche Type-935 3,0 L Turbo Flat-6 | C2        | Ronny Meixner Bob Wollek                   | 8e     | 24 heures | 9e                           |
| 1994  | Courage Compétition             | 2  | Courage C32LM                       | LMP1 /C90 | Alain Ferté Franck Lagorce                 | 1er    | 142 tours | Abandon (Moteur)             |
| 1994  | Courage Compétition             | 2  | Porsche Type-935 3,0 L Turbo Flat-6 | LMP1 /C90 | Alain Ferté Franck Lagorce                 | 1er    | 11 heures | Abandon (Moteur)             |
| 1995  | Courage Compétition             | 11 | Courage C41                         | WSC       | Éric Bernard Franck Lagorce                | 4e     | 26 tours  | Abandon (Pompe à huile)      |
| 1995  | Courage Compétition             | 11 | Chevrolet 5,0 L V8                  | WSC       | Éric Bernard Franck Lagorce                | 4e     | 5 heures  | Abandon (Pompe à huile)      |
| 1996  | La Filière                      | 5  | Courage C36                         | LMP1      | Emmanuel Collard Franck Lagorce            | 17e    | 327 tours | 7e                           |
| 1996  | La Filière                      | 5  | Porsche Type-935 3,0 L Turbo Flat-6 | LMP1      | Emmanuel Collard Franck Lagorce            | 17e    | 24 heures | 7e                           |
| 1997  | La Filière                      | 8  | Courage C36                         | LMP       | Jean-Philippe Belloc Emmanuel Clérico      | 21e    | 319 tours | 7e                           |
| 1997  | La Filière                      | 8  | Porsche Type-935 3,0 L Turbo Flat-6 | LMP       | Jean-Philippe Belloc Emmanuel Clérico      | 21e    | 24 heures | 7e                           |
| 1998  | La Filière                      | 15 | Courage C36                         | LMP1      | Olivier Grouillard Franck Montagny         | 25e    | 300 tours | 16e                          |
| 1998  | La Filière                      | 15 | Porsche Type-935 3,0 L Turbo Flat-6 | LMP1      | Olivier Grouillard Franck Montagny         | 25e    | 24 heures | 16e                          |
| 1999  | Pescarolo Promotion Racing Team | 14 | Courage C50                         | LMP       | Michel Ferté Patrice Gay                   | 25e    | 327 tours | 9e                           |
| 1999  | Pescarolo Promotion Racing Team | 14 | Porsche Type-935 3,0 L Turbo Flat-6 | LMP       | Michel Ferté Patrice Gay                   | 25e    | 24 heures | 9e                           |

## Vidéo (Ina)
- ORTF, « Interview de Henri Pescarolo sur la limitation de vitesse », Journal télévisé, Ina, 13 juin 1973.